# Seven (мини-альбом)
«Seven» — второй мини-альбом нидерландского диджея и музыкального продюсера Мартина Гаррикса, выпущенный 28 октября 2016 года на лейбле STMPD RCRDS. Треки были выпущены в течение одной недели — с 15 по 21 октября.

## Список композиций
| №                   | Название                                             | Автор(ы)                                                                                       | Продюсер(ы)                    | Длительность |
| ------------------- | ---------------------------------------------------- | ---------------------------------------------------------------------------------------------- | ------------------------------ | ------------ |
| 1.                  | «WIEE» (с Mesto)                                     | Martijn Gerard Garritsen Мелле Стомп                                                           | Мартин Гаррикс Mesto           | 3:23         |
| 2.                  | «Sun Is Never Going Down» (при участии Dawn Golden)  | Garritsen Dexter Tortoriello Jem Cooke James Bryan McCollum Justin "SumPunk" Broad Paul Herman | Мартин Гаррикс                 | 3:24         |
| 3.                  | «Spotless» (с Jay Hardway)                           | Garritsen Jobke Heiblom                                                                        | Мартин Гаррикс Джей Хардвей    | 3:15         |
| 4.                  | «Hold On & Believe» (при участии The Federal Empire) | Garritsen Chad Wolf McKay Stevens Keith Varon Simon Strömstedt Tim Bergling Giorgio Tuinfort   | Мартин Гаррикс Avicii          | 3:54         |
| 5.                  | «Welcome» (с Julian Jordan)                          | Garritsen Julian Jordan                                                                        | Мартин Гаррикс Julian Jordan   | 3:05         |
| 6.                  | «Together» (с Matisse & Sadko)                       | Garritsen Alexander Parkhomenko John Martin Michel Zitron Max McElligott Yury Parkhomenko      | Мартин Гаррикс Matisse & Sadko | 3:41         |
| 7.                  | «Make Up Your Mind» (с Florian Picasso)              | Garritsen Tuinfort Florian Ruiz-Picasso                                                        | Мартин Гаррикс Florian Picasso | 3:16         |
| Общая длительность: | Общая длительность:                                  | Общая длительность:                                                                            | Общая длительность:            | 23:58        |

## Чарты
| Чарт (2016)                             | Пиковая позиция |
| --------------------------------------- | --------------- |
| США (Billboard Dance/Electronic Albums) | 5               |